# Attentat du stade de Grozny

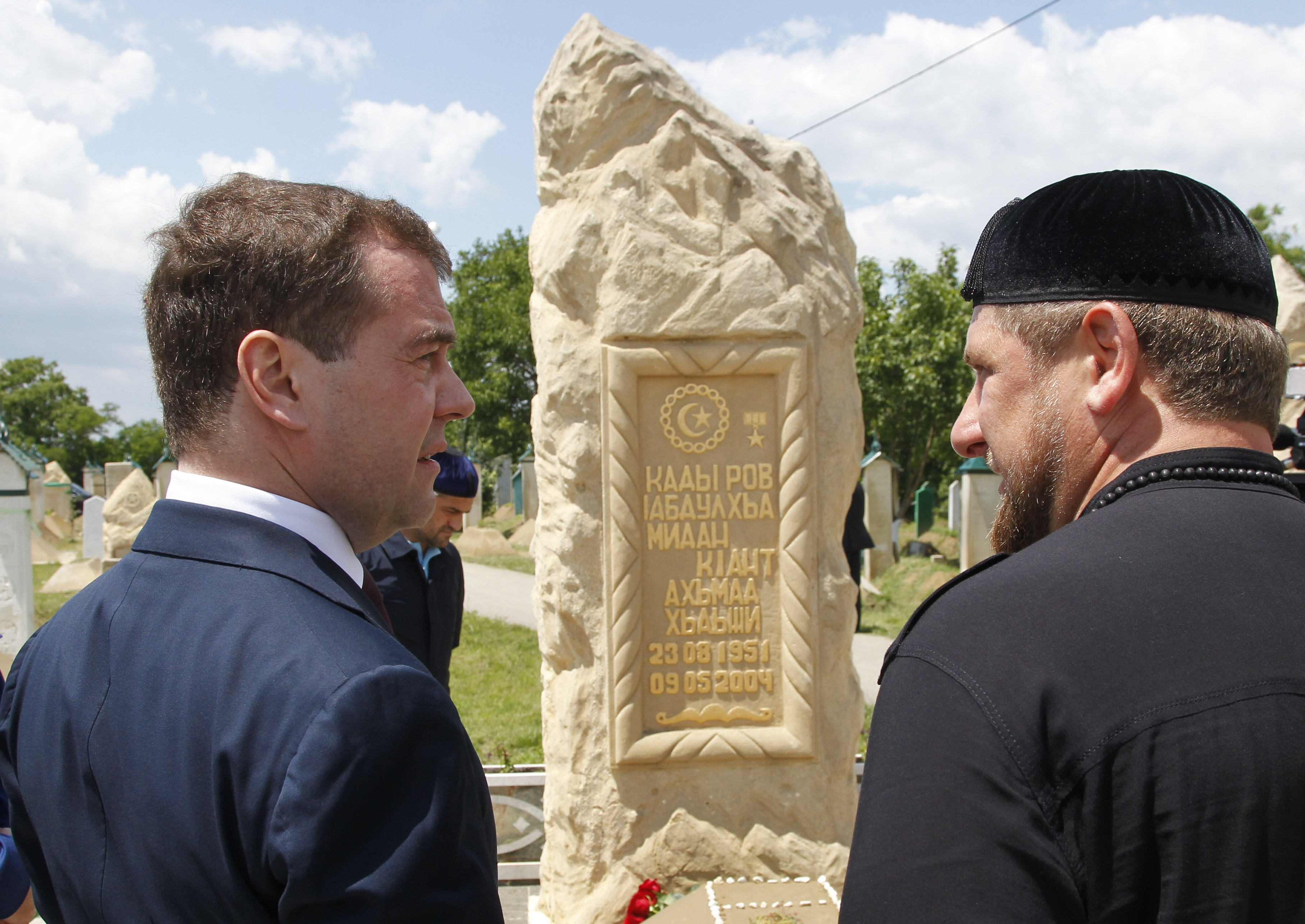
Le Premier ministre russe Dmitri Medvedev et le chef de la République tchétchène Ramzan Kadyrov sur la tombe du premier président tchétchène Akhmad Kadyrov dans le village de Tsentaroy, République tchétchène.

L'attentat du stade de Grozny est survenu le 9 mai 2004, lorsqu'une bombe a explosé dans le stade Dynamo de la capitale tchétchène, Grozny, tuant sept personnes, dont le président de la république Akhmad Kadyrov. 56 autres personnes ont été blessées.

## Contexte
L'attaque s'est produite lors d'un défilé et d'un concert célébrant le 59e anniversaire de la défaite de l'Allemagne nazie pendant la Seconde Guerre mondiale.

## Attentat
L'explosion a été causée par une bombe posée sous le sol en béton du podium VIP et s'est produite à 10 h 35 lors d'une présentation culturelle qui a suivi le défilé. L'explosion a fait un trou dans la section réservée aux dignitaires. Parmi les autres victimes de l'attaque figuraient Khussein Isayev (président du Conseil d'État) et Adlan Khasanov (un journaliste de Reuters). Le colonel général Valery Baranov (en), commandant de facto de l'armée russe dans le Caucase du Nord, a perdu une jambe lors de l'attaque. L'explosion a été déclenchée par télécommande et a été installée sous la section VIP où Kadyrov était assis. Il aurait été planté quelque temps auparavant lors des récentes rénovations du lieu.

## Enquête
Les premières enquêtes se sont concentrées sur le personnel de sécurité du stade et les constructeurs qui ont participé aux rénovations. Les enquêteurs avaient remis une liste plus précise des suspects faisant l'objet d'une enquête à la Douma d'État.

## Réactions
Le chef rebelle Chamil Bassaïev a affirmé qu'il était impliqué et avait organisé l'explosion. L'attaque avait peut-être pour but de semer la panique et le désordre parmi les dirigeants tchétchènes pro-russes. Le Premier ministre russe Sergueï Abramov a été président jusqu'à la tenue de nouvelles élections avant septembre, comme le dispose la constitution (en) de la république. L'attaque a porté un coup au président Vladimir Poutine et à sa stratégie pour mettre fin au conflit en Tchétchénie. Le 5 août, trois suspects ont été arrêtés en lien avec l'attaque. Un autre homme a ensuite été arrêté et a coopéré avec les enquêteurs pour fournir des informations utiles.

## Héritage
La fête de la Victoire a par la suite également servi de journée de commémoration pour les victimes de l'attaque. Le 9 mai, toute la direction de la république visite la tombe du président à Tsentaroy (en) et y prie. Cela a lieu avant un défilé du jour de la victoire sur une place nommée en l'honneur de Kadyrov.